# Cieli azzurri (film)
Cieli azzurri (Blue Skies) è un film del 1946 diretto da Stuart Heisler e, non accreditato, Mark Sandrich.
Le coreografie del film sono firmate da Hermes Pan assistito da Dave Robel.

## Trama
Bob è un rinomato cantante e ballerino, innamorato di Mary, anche lei cantante, e le propone di entrare con lui in una nuova compagnia, con l'intento di sposarla. Mary però rifiuta la sua corte perché dubita della serietà di Bob. Conosciuto un amico di Bob, Johnny, Mary se ne innamora e i due si sposano. Ma Johnny, proprietario di un locale notturno, ha un carattere irrequieto e dopo un po' finisce per vendere il locale senza consultare la moglie. Mary, sentendosi offesa, chiede il divorzio. Bob, ancora innamorato di lei, spera di poterla nuovamente conquistare. Ma Mary, che ama sempre il marito, accetta la sua corte solo per puntiglio. Dopo un incidente in cui Bob si rompe una gamba, egli deve rinunciare al lavoro di ballerino per fare l'annunciatore alla radio. Durante una sua trasmissione, Bob racconta la sua storia e rivolge a Mary e Johnny un'amichevole esortazione. I due si riconciliano e Bob continuerà ad essere il loro migliore amico.

## Produzione
Il film fu prodotto da Sol C. Siegel per la Paramount Pictures.

## Distribuzione
Distribuito dalla Paramount Pictures, il film uscì nelle sale cinematografiche USA il 16 ottobre 1946.